# Publi Semproni Grac
Publi Semproni Grac (en llatí Publius Sempronius Gracchus), va ser un magistrat romà del segle ii aC. Formava part de la gens Semprònia, i era de la família dels Grac, d'origen plebeu.
Va ser tribú de la plebs l'any 189 aC i juntament amb el seu col·lega Gai Semproni Rutil va presentar una acusació contra Marc Acili Glabrió, el vencedor d'Antíoc III el Gran, acusant-lo d'haver-se apropiat d'una part dels diners i del botí obtinguts a la guerra (a la batalla de les Termòpiles). Marc Porci Cató no va donar suport a Glabrió, tot i que havia estat el seu superior, i es va mostrar favorable a l'acusació.